# Плюралістська парадигма
Плюралістська парадигма — це одна з основних парадигм метаонтології в аналітичній філософії, яка є подальшим розвитком ідей Алексіуса Мейнонга.

## Історія
Спирається на ідеї Алексіуса Мейнонга (1853—1920). Основі представники — Кріс Макденієл та Теренс Парсонс.

## Положення

### Головне питання онтології
Головне питання онтології в плюралістській парадигмі — «Що і як є та/або існує?». Також плюралістську парадигму можна класифікувати методом Джонатана Шаффера залежно від їхнього погляду на онтологічну (метафізичну) структуру реальності. Плюралістська парадигма належить до розподіленої структури. Тобто мета метафізичного дослідження — 1. встановлення числа категорій; 2. складання списків сутностей із кожної категорії.

### Про основні тези
Плюралістська парадигма відкидає найважливіші ортодоксальні тези про еквівалентність буття та існування (для неї є об'єкти, яких не існує) та про унітарність буття/існування, тобто про відсутність його різних способів чи модусів.
У найкоротшому вигляді суть метаонтологічної теорії Мейнонга можна виразити такими його словами: «…є предмети, про які було б правильно сказати, що предметів такого роду не існує». На думку Мейнонга, існування притаманне лише матеріальним, просторово-часовим об'єктам, таким як столи чи стільці. Ідеальні або абстрактні об'єкти мають особливий спосіб буття, відмінний від існування — вони наявні. Крім цього, Мейнонг каже, що є об'єкти, які не мають жодного зі способів буття, ні існування, ні субсистенцією (наявністю). До них належать, наприклад, неможливі об'єкти на зразок круглого квадрата. Їх Мейнонг характеризує як тих, що володіють тільки позабуттям.

### Інтерпретація
Точна інтерпретація теорії Мейнонг залишається предметом суперечок, проте в сучасній метаонтології Мейнонг найчастіше сприймається як плюраліст (прихильник способів буття) і нонеїст (прихильник наявності позбавлених буття об'єктів).